# Victor Buffin de Chosal

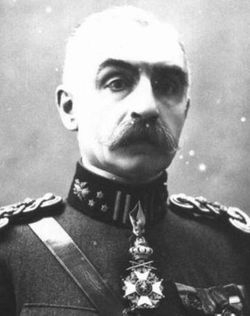
Victor Buffin de Chosal

Victor Désiré Leopold burggraaf Buffin (Chercq, 19 juli 1867 - Etterbeek, 3 juli 1953) was een Belgisch militair en bestuurder van artistieke instellingen en verenigingen. Hij was onder meer voorzitter van de Muziekkapel Koningin Elisabeth.

## Biografie

### Familie
Victor Buffin de Chosal was een zoon van baron Léopold Buffin, luitenant-generaal, en Victorine Lefebvre. Hij trouwde in 1891 in Brussel met Jeanne Barbanson (1869-1958), dochter van Léon Barbanson, militair en industrieel, en kleindochter van Jean Barbanson, advocaat, lid van het Nationaal Congres en senator. Ze kregen twee zoons.
- baron Léopold Buffin de Chosal (1895-1947), kapitein-commandant van de cavalerie en Olympisch moderne vijfkamper, trouwde in 1923 in Brussel met Claudine de Pret Roose de Calesberg (1901-1981), kleindochter van graaf Gaston de Pret Roose de Calesberg en burggraaf Adolphe de Spoelberch, en tante van graaf Arnoud de Pret Roose de Calesberg. Het huwelijk bleef kinderloos.
- baron Jean Buffin de Chosal (1896-1953), trouwde in 1921 in Brasschaat met Elisabeth de Lannoy (1900-1956). Ze kregen twee zoons en een dochter, met afstammelingen tot heden.

Hij kreeg in 1931 vergunning om de Chosal aan de familienaam toe te voegen en in 1938 werd hem de persoonlijke titel burggraaf verleend.
Hij was een schoonbroer van Gaston Barbanson, vicegouverneur van de Generale Maatschappij van België en voorzitter van Arbed.

### Loopbaan
Als beroepsmilitair werd Buffin de Chosal, net als zijn vader, luitenant-generaal en algemeen inspecteur van de cavalerie. Hij was voorzitter van de Muziekkapel Koningin Elisabeth, voorzitter van de toezichtscommissie van het Koninklijk Conservatorium in Brussel en ondervoorzitter voor de beheerscommissie van het conservatorium.
Hij was verder ook voorzitter van de Société philharmonique en Société des concerts populaires in Brussel, ondervoorzitter van de raad van bestuur van het Paleis voor Schone Kunsten, voorzitter van de Jeunesse musicales in Brussel en ondervoorzitter van de Internationale Federatie van Jeugd en Muziek. Hij werd de juryvoorzitter van de eerste twee edities van de Koningin Elisabethwedstrijd, in respectievelijk 1937 en 1938, toen nog gekend als de Eugène Ysaÿewedstrijd.